# Wil Lutz
William "Wil" Lutz (nacido el 7 de julio de 1994) es un kicker de fútbol americano de los Denver Broncos de la National Football League (NFL). Jugó fútbol americano universitario en Georgia State University.

## Primeros años de vida
Lutz nació en Newnan, Georgia. Tanto su madre Julie, como su padre Robert, trabajan en educación y tienen otro hijo, Wesley. Su madre estuvo empleada en varios trabajos educativos durante la infancia de Lutz, incluyendo directora de la Escuela Primaria Canongate en Sharpsburg, Georgia y, más recientemente, como decana asistente en la Universidad Truett McConnell en Cleveland, Georgia. Su padre, Bob, fue profesor de ciencias en secundaria en Madras Middle School en Newnan durante varios años.
Lutz asistió al Northgate High School en Newnan, donde compitió en fútbol americano, fútbol y en atletismo de campo a través. En su último año, los Northgate Vikings quedaron invictos (9-0) en la temporada regular. El equipo derrotó a North Clayton High School en la primera ronda de los playoffs de fútbol AAAA de Georgia, antes de caer ante East Paulding High School en la segunda ronda, concluyendo la carrera de fútbol americano en la escuela secundaria de Lutz. Lutz luego se matriculó en la Universidad Estatal de Georgia.

## Carrera universitaria
Lutz fue el especialista en patadas iniciales durante la temporada 2012 y se convirtió en el pateador de Georgia State tras cuatro partidos. Al final de la temporada 2012, Lutz convirtió 4 de 7 (57%) en goles de campo y acertó 18 de 18 en puntos extra. Lutz intentó su primer field goal contra William & Mary. Lutz pateó el field goal más largo de la temporada de 40 yardas contra Rhode Island.
Al final de la temporada 2013, Lutz hizo 8 de 12 (67%) tiros de campo y 25 de 26 (96%) puntos extra para 49 puntos. Lutz pateó un field goal de 53 yardas, récord escolar, contra Alabama.
Lutz también fue nombrado punter a mediados de la temporada 2014. Phil Steele nombró a Lutz para el primer equipo All-Sun Belt de mitad de temporada. Lutz terminó la temporada 2014 pateando 7 de 8 (88%) en tiros de campo y 35 de 35 en puntos extra. Lutz promedió 39.0 yardas en 16 despejes. Lutz pateó un field goal ganador del partido de 26 yardas con cuatro segundos restantes para llevar a GSU a una victoria por 38-37 sobre Abilene Christian en la apertura de la temporada 2014.
Lutz fue el punter y el kicker de la temporada 2015. Lutz promedió 44.3 yardas en 65 despejes, el segundo mejor promedio de temporada en la historia de la escuela. Lutz terminó la temporada 2015 pateando 12 de 19 (63%) en tiros de campo y 42–43 (98%) en puntos extra para 78 puntos en total. Lutz anotó 11 puntos, el máximo de su carrera en un partido, con dos field goals y cinco puntos extra contra Texas State.

## Carrera profesional

### Baltimore Ravens
El 5 de mayo de 2016, Lutz firmó con los Baltimore Ravens después de no ser seleccionado en el Draft de la NFL de 2016. Los Ravens renunciaron a él el 29 de agosto de 2016.

### New Orleans Saints
El 5 de septiembre de 2016, Lutz firmó con los New Orleans Saints.
El 18 de septiembre de 2016, contra los New York Giants, Lutz tuvo un field goal bloqueado por Johnathan Hankins, que fue recuperado por Janoris Jenkins para un touchdown de los Giants. El 16 de octubre de 2016, Lutz pateó un field goal de 52 yardas ganador del partido para derrotar a los Carolina Panthers, 41–38. El 30 de octubre de 2016, Lutz pateó cuatro field goals, la mejor marca de su carrera, contra los Seattle Seahawks. Lutz consiguió el honor se ser Jugador de la semana de los Equipos Especiales de la NFC en la Semana 6 y la semana 8 de la temporada 2016. Los únicos otros novatos de los Saints recibir este honor dos veces en una temporada fueron el pateador de despeje Thomas Morstead y el retornador Reggie Bush. El 18 de diciembre de 2016, Lutz anotó los field goals 22 y 23 de su temporada de novato, estableciendo el récord de más goles de campo realizados por un novato en la historia de la franquicia. Lutz terminó la temporada con 28 tiros de campo marcados. Lutz fue incluido en el equipo de novatos de la Asociación de Escritores de Fútbol Profesional para 2016.
El 11 de septiembre de 2017, Lutz empató el récord de su carrera con cuatro field goals en la derrota de apertura de la temporada ante los Minnesota Vikings en Monday Night Football.
El 30 de septiembre de 2018, Lutz igualó el máximo de su carrera de cuatro field goals, en la victoria de la semana 4 sobre los New York Giants. Más tarde, Lutz fue nombrado Jugador del Mes de los Equipos Especiales de la NFC en septiembre de 2018, después de haber anotado 10 de 11 intentos de tiros de campo y 11 de 11 intentos de puntos extra.
El 13 de marzo de 2019, Lutz firmó una extensión de contrato por cinco años con los Saints.
En la semana 1 de la temporada 2019, contra los Houston Texans, Lutz logró un perfecto 3 de 3 en puntos extra y 3 de 4 tiros de campo. Su field goal ganador del partido de 58 yardas fue el field goal ganador más largo sin tiempo restante en el último cuarto o tiempo extra en un juego de apertura de temporada en la historia de la NFL. Fue nombrado Jugador de la semana de los Equipos Especiales de la NFC por su desempeño.
En la semana 2 de la temporada 2020, contra Los Vegas Raiders en Monday Night Football, Lutz anotó los primeros puntos en la historia del Allegiant Stadium y los primeros puntos anotados en la NFL en Las Vegas cuando pateó un field goal de 31 yardas en el drive inicial del partido. En la Semana 5 contra Los Angeles Chargers, Lutz hizo un perfecto 3 de 3 en intentos de field goal y 3 de 3 en intentos de puntos extra (anotando un total de 12 puntos) durante la victoria 30-27. El 14 de octubre de 2020, Lutz fue nombrado Jugador de la semana de equipos especiales de la NFC por su desempeño en la semana 5.
El 6 de septiembre de 2021, Lutz fue colocado en la reserva de lesionados.

### Denver Broncos
El 29 de agosto de 2023 fue cambiado a los Denver Broncos por una selección de séptima ronda.

## Estadísticas de su carrera en la NFL
| Leyenda | Leyenda                 |
| ------- | ----------------------- |
|         | Lideró la liga          |
| Bold    | El máximo de su carrera |

| Año                 | Equipo              | GP                 | Field goals        | Field goals        | Field goals        | Field goals        | Puntos extra       | Puntos extra       | Puntos extra       | Puntos             |
| Año                 | Equipo              | GP                 | FGA                | FGM                | Lng                | %                  | XPA                | XPM                | %                  | Puntos             |
| ------------------- | ------------------- | ------------------ | ------------------ | ------------------ | ------------------ | ------------------ | ------------------ | ------------------ | ------------------ | ------------------ |
| 2016                | NO                  | 16                 | 34                 | 28                 | 57                 | 82.4               | 50                 | 49                 | 98.0               | 133                |
| 2017                | NO                  | 16                 | 36                 | 31                 | 53                 | 86.1               | 50                 | 47                 | 94.0               | 140                |
| 2018                | NO                  | 16                 | 30                 | 28                 | 54                 | 93.3               | 53                 | 52                 | 98.1               | 136                |
| 2019                | NO                  | 16                 | 36                 | 32                 | 58                 | 88,9               | 49                 | 48                 | 98.0               | 144                |
| 2020                | NO                  | 16                 | 28                 | 23                 | 53                 | 82.1               | 58                 | 57                 | 98.3               | 126                |
| 2021                | NO                  | No jugó por lesión | No jugó por lesión | No jugó por lesión | No jugó por lesión | No jugó por lesión | No jugó por lesión | No jugó por lesión | No jugó por lesión | No jugó por lesión |
| 2022                | NO                  | 17                 | 31                 | 23                 | 60                 | 74.2               | 33                 | 33                 | 100.0              | 102                |
| Carrera profesional | Carrera profesional | 97                 | 195                | 165                | 60                 | 84.6               | 293                | 286                | 97.6               | 781                |